# Mats Huldén
Lars Mats Olof Huldén, född 1949 i Karleby, son till Lars Huldén och Ingeborg, född Slotte, är en finlandssvensk rockmusiker, musikproducent, författare och översättare. Han var den ursprungliga basisten i bandet Wigwam, men främst har han uppträtt med Kauko Röyhkä. Förutom för Kauko Röyhkä har han även varit producent för bland andra Don Huonot, Liisa Akimof, Neljä Ruusua och YUP.
Av hans översättningar till svenska har främst uppmärksammats Kalevala (1999), gjord i samarbete med fadern Lars Huldén. Han har även översatt, helt eller i samarbete, William Shakespeares pjäser Macbeth, Othello, As You Like It och Titus Andronicus. 
Mats Huldén har även skrivit texter till sånger på engelska, finska och svenska, även under pseudonymen "T.P. Vankka".
Hans enda soloskiva är maxi-singeln Ghost Riders (In The Sky) / Le Baron Criminel från 1983.

## Översättningar
- M.A. Numminen: Diskreta hejdlösheter (Tiden, 1978)
- Matti Pulkkinen: Och den granen grät (Ja pesäpuu itki) (Rabén & Sjögren, 1979)
- M. A. Numminen: Sagor och osagor (Satuja) (Tiden, 1981)
- William Shakespeare: Othello (Othello) (översatt tillsammans med Lars Huldén (Ordfront, 1987)
- Heikki Ylikangas: Klubbekriget: det blodiga bondekriget i Finland 1596-97 (Nuijasota) (Atlantis, 1999)
- Kalevala: finsk folkdikt (översatt tillsammans med Lars Huldén) (Atlantis, 1999)
- Mimmo Morina: Dikter: Selecta minima 1964-1998 (översatt tillsammans med Lars Huldén) (Euroeditor, 2001)

## Priser och utmärkelser
- 2000 – Översättarbjörnen[1]